# Martin Lessenthin

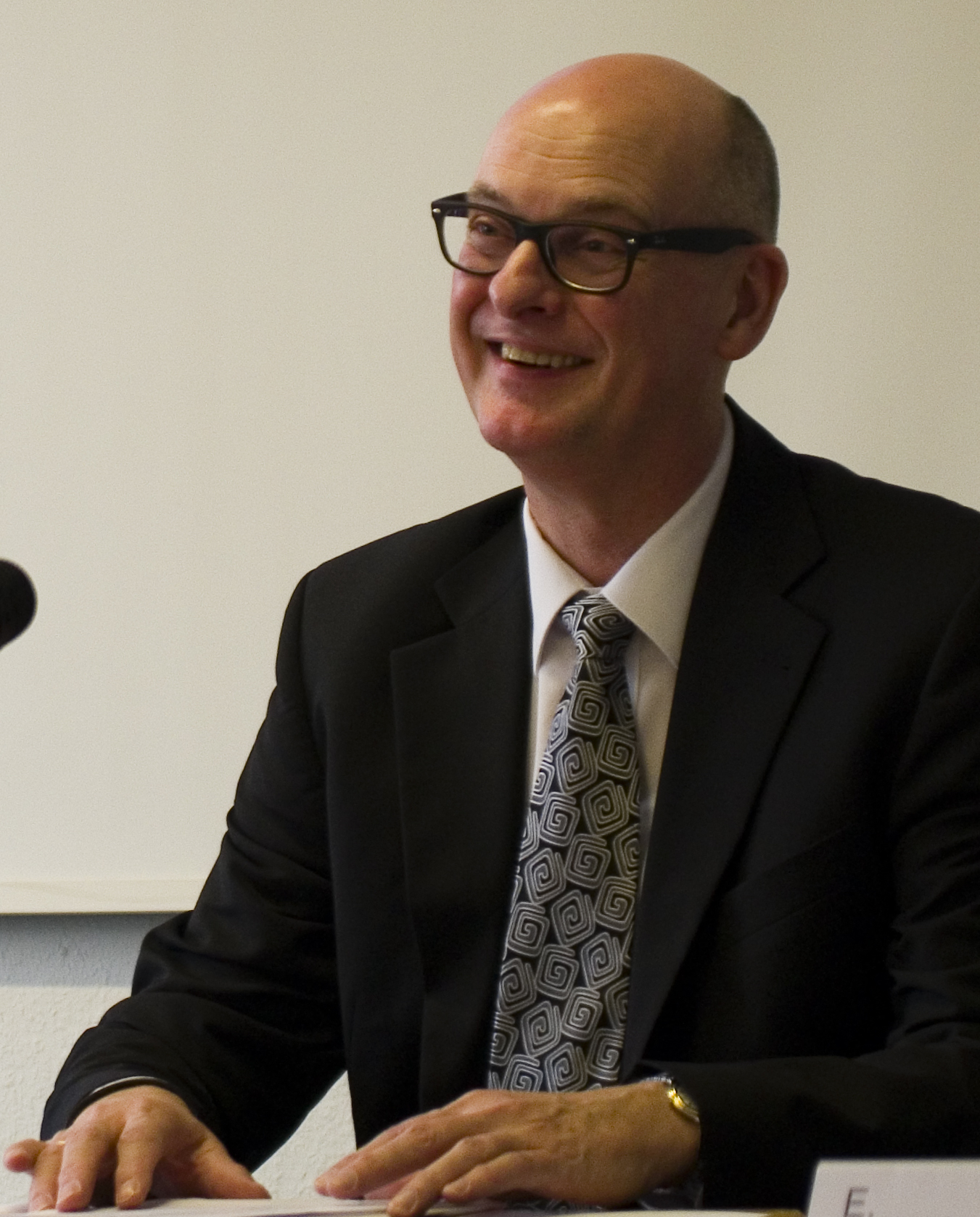
Martin Lessenthin, 2015

Martin Lessenthin (* 15. Juli 1957 in Legden) ist ein deutscher Sachverständiger für Menschenrechtsfragen, Vortragsredner und Journalist. Er war Vorstandssprecher der Internationalen Gesellschaft für Menschenrechte und Mitglied des Kuratoriums des Deutschen Instituts für Menschenrechte sowie Sachverständiger des Bundestagsausschusses für Menschenrechte und humanitäre Hilfe.
Des Weiteren ist er Laudator und Juror unter anderem beim Tübinger Menschenrechtspreis, dem Menschenrechtspreis Weimar und dem Medienpreis Menschenrechte.

## Leben
Lessenthin besuchte das Carl-Friedrich-Gauß-Gymnasium in Gelsenkirchen und studierte an der Ruhr-Universität Bochum Geschichte, Publizistik und Politikwissenschaft. Er schloss das Studium als Magister artium (M.A.) ab und war Stipendiat der Konrad-Adenauer-Stiftung, Referent und Dozent für verschiedene Einrichtungen der Erwachsenenbildung sowie für Verbände und andere Institutionen. Darunter die Josef-Hermann-Dufhues-Stiftung, das Deutschlandpolitische Bildungswerk, die Konrad-Adenauer-Stiftung, das Bildungswerk der nordrhein-westfälischen Wirtschaft, der Bund der Vertriebenen, die Karl-Arnold-Stiftung, der Dachverband der Jugendpresse, der Evangelische Arbeitskreis der CDU und die Bischöfliche Akademie.
Bereits seit Mitte der 1970er Jahre ist er ehrenamtlich für die Internationale Gesellschaft für Menschenrechte (IGFM) aktiv gewesen, während er als freiberuflicher Journalist unter anderem für die Christliche Gewerkschaft Medien sowie die Christliche Gewerkschaft Metall tätig war.
Von 1989 bis 1998 war Lessenthin Chefredakteur der Deutschen-Gewerkschafts-Zeitung in Stuttgart. Zwischen 1990 und 1998 war er Mitglied der Bundesvorstände des Christlichen Gewerkschaftsbundes (CGB) und des Gesamtverband der christlichen Gewerkschaften Deutschlands (CGD). Von 1989 bis 2000 war Lessenthin Chefredakteur der medienkritischen Zeitschrift Unsere Sendung der Aktion Funk und Fernsehen (AFF).
Ab 2000 war er Leiter der Presseabteilung der IGFM. Im April 2023 schied er als Sprecher und geschäftsführendes Vorstandsmitglied aus dem Amt, das er seit 2001 innegehabt hatte.
Am 26. Februar 2016 wählte der Deutsche Bundestag als Vertreter der Zivilgesellschaft auf Vorschlag der CDU/CSU-Bundestagsfraktion Lessenthin in das Kuratorium des Deutschen Instituts für Menschenrechte (DIMR).
Als Botschafter für Menschenrechte engagiert sich Lessenthin gemeinsam mit anderen Menschenrechtsverteidigern für die Lösung spezieller Menschenrechtsprobleme.
Lessenthin ist verheiratet, Vater zweier Kinder und lebt in Hessen.

## Themenschwerpunkte
- Religionsfreiheit und die Folgen religiösen Fanatismus[8][9][10]
- Die Menschenrechtslage in deutschen Flüchtlingsunterkünften[11][12][13][14]

### Länderschwerpunkte
- Das politische System und die Menschenrechtslage in der Türkei[15][16][17][18]
- Menschenrechtsverletzungen in der Demokratischen Volksrepublik Korea[19]
- Die Menschenrechtssituation in der Islamischen Republik Iran[20]
- Das politische System und die Menschenrechtslage auf Kuba[21]

## Veröffentlichungen
- Martin Lessenthin: Nicht nur im Mittelmeer sterben Flüchtlinge, 2017[22]
- Martin Lessenthin: Arbeitssklaven für Frankfurts Partnerstadt, 2017[23]
- Martin Lessenthin: Kein Respekt vor Menschenrechten, 2017[24]
- Martin Lessenthin: Ein ganzes Volk leidet unter der totalen Gehirnwäsche, 2017[25]
- Martin Lessenthin: Tribunal soll IS-Verbrecher richten, 2017[26]
- Martin Lessenthin: Deutschland kann viel mehr für Verfolgte im Iran tun, 2016[27]
- Martin Lessenthin: Barbarei darf nicht hingenommen werden, 2016[28]
- Martin Lessenthin: Kommentar. Chavez ist tot – aber der Chavismus lebt noch, 2013[29]
- mit Ansgar Graw: Lothar Späth: Politik, Wirtschaft und die Rolle der Medien. Orell Füssli, Zürich 1991, ISBN 3-280-02102-2.